# Amblyopone australis
Amblyopone australis es una especie de hormiga del género Amblyopone, familia Formicidae. Fue descrita científicamente por Erichson en 1842.
Se distribuye por Indonesia, Australia, isla Lord Howe, Micronesia, Nueva Caledonia, Nueva Zelanda, isla Norfolk, Papúa Nueva Guinea e Islas Salomón. Se ha encontrado a elevaciones de hasta 2300 metros. Vive en microhábitats como rocas, piedras, nidos, madera muerta y la hojarasca.